# Scopula remutaria
Scopula remutaria är en fjärilsart som beskrevs av Jacob Hübner 1798. Scopula remutaria ingår i släktet Scopula och familjen mätare. Inga underarter finns listade.